# Yakuba Ouattara
Billy Yakuba Ouattara (ur. 24 stycznia 1992 w Tepa) – ghański koszykarz, występujący na pozycji rzucającego obrońcy, posiadający także francuskie obywatelstwo, obecnie zawodnik Coosur Real Betis.
17 grudnia 2017 został zwolniony przez Brooklyn Nets. 15 lipca 2018 podpisał kolejną umowę z zespołem AS Monaco Basket.
17 lipca 2020 został zawodnikiem hiszpańskiego Coosur Real Betis.

## Osiągnięcia
Stan na 17 lipca 2020, na podstawie, o ile nie zaznaczono inaczej.
Drużynowe
- Brąz Ligi Mistrzów (2017)
- Zdobywca Pucharu Liderów Francji (2016, 2017)

Indywidualne
- Uczestnik meczu gwiazd francuskiej ligi LNB Pro A (2017, 2019)
- Zwycięzca konkursu wsadów ligi francuskiej (2014, 2015)

Reprezentacja
- Zwycięzca kwalifikacji do igrzysk olimpijskich (2016)
- Uczestnik uniwersjady (2015 – 5. miejsce)